# Доњи Орашац
Доњи Орашац је насељено место у Босни и Херцеговини у општини Добретићи. Административно припада Федерацији Босне и Херцеговине, односно њеном Средњобосанском кантону. Према попису становништва из 2013. у насељу је било 21 становника, а већинску популацију у насељу чинили су Хрвати.
До 1992. село се налазило у саставу некадашње општине Скендер Вакуф чији највећи део је ушао у састав Републике Српске где је организован као општина Кнежево.

## Становништво
По последњем службеном попису становништва из 2013. године у насељу Доњи Орашац живело је 21 становника, а село је било етнички хомогено са већинском хрватском популацијом.
| Националност | 2013. | 1991.       | 1981.       | 1971.       |
| Хрвати       | —     | 88 (98,88%) | 94 (97,92%) | 92 (97,87%) |
| Срби         | —     | 0           | 0           | 0           |
| Бошњаци      | —     | 0           | 2 (2,08%)   | 2 (2,12%)   |
| остали       | —     | 1 (1,12%)   | 0           | 0           |
| Укупно       | 21    | 89          | 96          | 94          |